# Rachel Rosenthal
Rachel Rosenthal (* 9. November 1926 in Paris; † 10. Mai 2015 in Los Angeles) war eine französisch-US-amerikanische Performancekünstlerin und Tänzerin.

## Leben und Werk
Rachel Rosenthal wurde als Tochter des wohlhabenden russischen Händlers Léonard Rosenthal (1875–1955) und dessen Frau Mary in Paris geboren. Um dem drohenden Holocaust zu entgehen, flüchtete die jüdische Familie während des Zweiten Weltkriegs über Spanien, Portugal und Rio de Janeiro nach New York City. Rachel Rosenthal absolvierte die High School of Music and Art in Manhattan. Nach Kriegsende pendelte Rosenthal zwischen Paris und New York City und studierte bei dem Theaterdirektor Erwin Piscator, dem Pantomimen Jean-Louis Barrault und dem  Abstrakten Expressionisten Hans Hofmann. In den 1950ern bekam Rachel Rosenthal ein Engagement bei Merce Cunningham und kam in engen Kontakt mit Jasper Johns, Robert Rauschenberg und John Cage, der großen Einfluss auf sie hatte.
Mitte der 1950er Jahre zog Rachel Rosenthal nach Los Angeles. Sie gründete mit dem Schauspieler King Moody (1929–2001), mit dem sie von 1960 bis 1979 verheiratet war, das „Instant Theater“. Als Schauspielerin nahm sie mehrere Rollen an.
Rosenthal war während der 1970er Jahre aktiv in der feministischen Kunstbewegung und gehörte zu den Künstlerinnen, die das Woman’s Building in Los Angeles unterstützten.
Seit einer Kopfschur 1981 trug Rachel Rosenthal eine Glatze. In Kombination mit ihrer klangvollen Stimme, auffälligem Make-up und Schmuck wurde sie zu einer unverwechselbaren, schillernden Figur. Oft war sie in Begleitung ihrer Ratte Tatti Wattles. Auch die Katze DiBiDi und verschiedene Hunde gehörten zu ihren Haustieren.

Auf der documenta 8 in Kassel zeigte sie 1987 „Rachel´s Brain“, eine Performance, die sich um die Frage dreht:

„Wie bearbeite ich meine täglichen Erfahrungen, um das unsichere Gleichgewicht zwischen meinem Verstand, meinen elementaren Trieben, meinen primitiven Emotionen und meinem höheren Bewußtsein zu erhalten?“

1989 gründete sie die Rachel Rosenthal Company und wurde dort als künstlerische Direktorin tätig. Sie gehörte zu den Kreisen, in denen sich auch Paul McCarthy und Chris Burden bewegten.
Mit ihrem Tanz, Theaterspiel, Improvisationen, Performances und dramatischen Monologen gab sie ihren wichtigsten Themen eine künstlerische Form: weibliche Identität, Umweltschutz und Tierrechte.